# انجمن دندان‌پزشکان آمریکا

لوگو انجمن دندان پرشکان آمریکا

انجمن دندان‌پزشکان آمریکا نام انجمن حرفه‌ای از دندان‌پزشکان آمریکایی است که در ۳ اوت ۱۸۵۹ تشکیل شد و اکنون بیش از ۱۵۵٬۰۰۰ عضو دارد. این انجمن قدیمی‌ترین و بزرگ‌ترین انجمن دندان پزشکی در دنیاست و خدمات بسیاری برای امور سلامت دهان و دندان انجام داده‌است.